# Mezináboženská setkání v Assisi

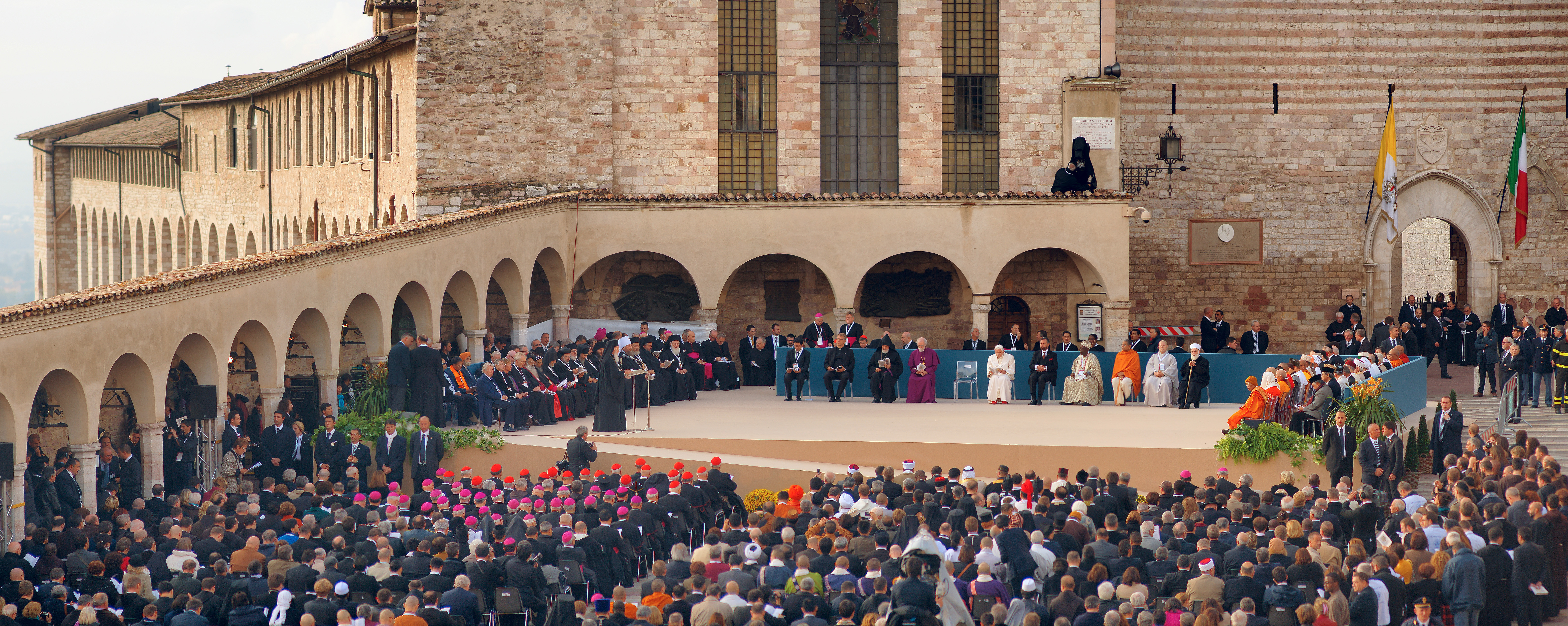

Mezináboženská setkání v Assisi byla modlitební setkání náboženských představitelů různých světových náboženství, svolaná papežem. První se konalo 27. října 1986 a poté bylo několikrát na tomto místě a mnohokrát na jiných místech podobné setkání opakováno, ve světovém i lokálním měřítku. Tradicionalisté jejich pořádání papeži Janu Pavlu II. vytýkají, protože je považují za projev náboženského synkretismu a podpory pohanství. Příznivci i odpůrci je tato forma mezináboženské vstřícnosti považována za výrazný fenomén, které je označován například slovy „duch Assisi“.

## 1986
27. října 1986 se účastníci setkání celý den postili a modlili za dosažení světového míru.
Hostitelem byl Jan Pavel II., pozváno bylo přes 130 náboženských představitelů, kromě křesťanů přijali účast též židé, muslimové, hinduisté, buddhisté, animisté, severoameričtí Indiáni a představitelé jiných pohanských kultů. Zúčastnily se vůdčí osobnosti židů a muslimů, dalajláma i arcibiskup z Canterbury.
Některým z představitelů nekřesťanských náboženstvím byly k modlitbám nabídnuty prostory katolických kostelů, kontroverze vyvolalo odstranění kříže a jeho nahrazení soškou Buddhy na oltáři v kostele sv. Františka. Kardinál Oddi ve svých vzpomínkách psal o znesvěcení posvátných míst.

## 1993 a 1994
10. ledna 1993 a 21. ledna 1994 byla setkání zaměřena na prosby za urovnání válečného konfliktu v Bosně. Těmto setkáním byla věnována menší pozornost a někdy se do řady setkání v Assisi nezapočítávají, například web klubu Vendée označuje setkání v roce 2011 za Assisi III.

## 2002
Čtvrté setkání se konalo ve čtvrtek 24. ledna 2002. Záměr svolat toto setkání oznámil papež Jan Pavel II. 18. listopadu 2001 a pozvání prezentoval jako výzvu představitelů světových náboženství k modlitbě za překonání rozporů a k podpoře skutečného míru. Setkání bylo poznamenáno atmosférou po útoku 11. září.
Setkání se zúčastnilo kolem 2500 účastníků zastupujících 12 hlavních světových náboženství. Byli přítomní například ekumenický patriarcha Bartoloměj I., patriarcha Antiochie a celého východu Ignác IV., zástupci jeruzalémského, moskevského a alexandrijského patriarchátu, představitelé východních církví z Bulharska, Polska a Kypru, zástupce arcibiskupa z Canterbury, generální sekretář Ekumenické rady Církví, přední představitelé židovského náboženství, zástupci islámu ze Saúdské Arábie, Bosny, Albánie, Bulharska, Jeruzaléma a Turecka, představitelé buddhismu, hinduismu a tradičních afrických náboženství a náboženští představitelé z Indie, Singapuru a Japonska. Přítomná byla početná delegace italské politické reprezentace, včetně prezidenta Carla Ciampiho a předsedy vlády Silvia Berlusconiho, a bylo akreditováno 1200 novinářů.
Boloňský kardinál Biffi se setkání odmítl zúčastnit, někteří představitelé italské vládní strany vydali prohlášení, že „modlit se spolu s jinověrci, rabíny a mulláhy, čaroději a modloslužebníky vytváří mezi katolickými věřícími zmatení“.
Papež s asi 300 hosty se do Assisi dopravil zvláštním vlakem italských železnic se 7 vozy. Jeden vůz byl vyhrazen pro papeže, jeden pro kardinály a biskupy, jeden pro pravoslavné, jeden pro protestanty, jeden společně pro muslimy a židy, jeden buddhisty, šintoisty, konfuciány a jainisty, poslední vezl hinduisty, zoroastrijce a sikhy.
Setkání začalo v 11 hodin na Dolním náměstí basiliky sv. Františka. Po úvodním pozdravu Jana Pavla II. následovala dvouhodinová řada mírových svědectví zástupců přítomných delegací. Dopolední program zakončil proslov Jana Pavla II. V rámci dalšího programu se delegace rozešly na předem určená místa v rámci kláštera, kde se v rámci svých náboženských vyznání a tradic modlili za dar míru pro celý svět; křesťané se sešli k ekumenické slavnosti v dolní basilice sv. Františka. Z kaplí a místností určených pro představitele nekřesťanských náboženství byly odstraněny kříže, muslimům byla přidělena podzemní kaple bratra Eliáše, orientovaná směrem k Mekce. Po ukončení modliteb následovalo bratrské agapé v refektáři františkánského kláštera a krátký odpočinek. Třetí část programu se konala opět na Dolním náměstí basiliky sv. Františka. Úvod přednesl kardinál Francis Arinze, předseda papežské rady pro mezináboženský dialog, a poté proneslo dvanáct představitelů různých náboženství slavnostní slib úsilí o mír a zavázali se nedopustit, aby se náboženství stalo záminkou k nenávisti a konfliktům, usilovat o mír a spravedlnost, která je základní podmínkou trvalého míru, a vychovávat věřící k porozumění a dialogu. Nakonec stručně italsky promluvil Jan Pavel II. ve smyslu „Nikdy více násilí“. Na velký svícen bylo postupně položeno 60 lampiček jako znamení míru.
Následující den, v pátek v poledne, se představitelé různých náboženství sešli ještě v Apoštolském paláci na slavnostním obědě pořádaném na jejich počest Janem Pavlem II.

## 2011
V modlitbě Anděl Páně 1. ledna 2011 oznámil papež Benedikt XVI., že hodlá na tradici setkávání s představiteli jiných náboženství navázat, a ohlásil konání dalšího setkání v Assisi na říjen 2011. Cílem setkání s náboženskými vůdci má být, aby prodiskutovali, jak mohou podpořit světový mír. Dne 2. dubna 2011 bylo datum tiskovým střediskem upřesněno na 27. říjen 2011, den 25. výročí prvního setkání. Tématem setkání má být „Poutníci pravdy, poutníci míru“ a setkání má mít formu pouti. Před novináři tento krok obhajoval kardinál Tarcisio Bertone.

## Kritika
V prosinci 1986 vyhlásili deklaraci proti setkání tradicionalisté Marcel Lefébvre a Antonio de Castro Mayer v odpovědi na dotaz z Vatikánu, zda mají při příležitosti setkání v úmyslu vyhlásit svůj rozchod s Vatikánem. Tito biskupové prohlásili, že se římské autority otočily zády ke svým předchůdcům a rozešly se s katolickou Církví a vložily se do služby ničitelů křesťanství. Oznámili, že považují za neplatné vše, co je inspirované tímto duchem odmítání minulosti: všechny pokoncilní reformy a všechny činy Říma provedené v této neúctě.
Michal Semín v reakci na svolané setkání v lednu 2002 napsal, že klást jednu, svatou, všeobecnou a apoštolskou Církev, založenou Bohočlověkem Ježíšem Kristem a řízenou Duchem svatým, na stejnou úroveň s bludnými a pohanskými systémy bylo vždy Církví odsuzováno jako projev náboženského indiferentismu a že názor, že každé náboženství je svým způsobem zaměřeno ke spáse a že má podíl na Božím zjevení, byl explicitně odsouzen v Syllabus errorum bl. Pia IX. z roku 1864 i v encyklice sv. Pia X. proti modernismu Pascendi Dominici gregis z roku 1910.“ Rovněž připomenul, že pořádání mezináboženských konferencí bylo výslovně odsouzeno encyklikou Pia IX. Mortalium animos z roku 1928.
Farář Vojtěch Daněk ve své reakci dal sice Semínovi za pravdu, ovšem upozornil na to, že to není celá pravda a že katolická církev je plná paradoxů. Položil řečnickou otázku, proč žádného představitele jiného světové náboženství nenapadla tato myšlenka svolat ostatní ke společné modlitbě, a vysvětlil to tím, že katolická církev nemá strach z jinakosti, protože si je jistá, že pravda se prosazuje silou pravdy samé.
Pavla Kuliková napsala, že pro ni jsou velmi zarážející a šokující všechny mezináboženské modlitby a meditace, ve kterých je pravda stavěna na stejnou úroveň jako lež a pravý, jediný, svatý Bůh vedle pohanských model a démonů. Seskupila řadu citací z Bible, která varují před cizími bohy a modlami a prohlásila, že v celé Bibli nenašla jedinou pobídku k aktivitám, které probíhaly v Assisi nebo v chrámu sv. Víta.
Michal Semín napsal, že usilovat o občanský mír mezi národy je možné prostřednictvím shromáždění a rozhovorů diplomatické povahy, včetně zapojení náboženských představitelů, avšak zcela jiné povahy je přesvědčení, že lze daru míru od Boha dosáhnout prostřednictvím modliteb falešných náboženství, což je v rozporu s katolickou vírou a prvním Božím přikázáním. Podle Semína je hříchem proti ctnosti lásky, když v jinověrcích posilujeme jejich přesvědčení, že jejich náboženství jsou dobrá.
Ukrajinská pravověrná řeckokatolická církev v únoru 2011 zveřejnila text svých čtyř biskupů a videonahrávku, na níž jej přednáší její patriarcha Eliáš, původem český kněz Antonín Dohnal, v němž papeže Benedikta XVI. vyzývá, aby zrušil plánovanou beatifikaci „apostaty Jana Pavla II.“ a „tragické jubileum assiské apostaze“ a aby krátce a jasně odprosil celý katolický svět za pohoršení, které jste dal on i za pohoršení, které dal Jan Pavel II. gestem v Assisi. Zároveň mu patriarcha Eliáš s dalšími třemi podepsanými biskupy UPHKC oznámili, že pokud je neuposlechne, dnem 1. května 2011 tím na sebe sám svolá anathemu a vyloučí se tím z katolické církve.